# مدينة تاتو
مدينة تاتو هي منطقة اقتصادية خاصة متعددة الاستخدامات، تقع على 20 كيلومتر (12 ميل) شمال منطقة الأعمال المركزية في نيروبي، في منطقة بلدية رويرو بمقاطعة كيامبو. يقع المشروع ضمن منطقة نيروبي الحضرية الكبرى، وهو مشروع رائد ضمن خطة رؤية كينيا 2030.
تم تصنيف المدينة كمشروع ذي أهمية خاصة من قبل حكومة كينيا من خلال لوائح تخطيط استخدام الأراضي المادية لعام 2019 عبر الجريدة الرسمية بموجب إشعار رقم 4975. كما تم إعلانها في عام 2017 منطقة اقتصادية خاصة بموجب إشعار الجريدة الرسمية 4892 المنشور بموجب الجريدة الرسمية الكينية بتاريخ 22 مايو 2017. وفقًا للقانون الكيني، تستفيد المشاريع الواقعة في سياق المنطقة الاقتصادية الخاصة من الحوافز الضريبية التي تصدرها الحكومة من بين مزايا أخرى.

## تقدم المشروع
اعتبارًا من يناير 2025، أصبحت منطقة تاتو الاقتصادية الخاصة موطنًا لأكثر من 100 كيان تجاري، ومدرستين دوليتين هما مدرسة نوفا بايونير ومدرسة كروفورد الدولية. كما أصبحت المدينة موطنًا للعديد من مشاريع الإسكان المكتملة والجاري تنفيذها والمقترحة من بينها كيجاني ريدج، يونيتي هومز، كاريبو هومز، تاتو ووترز، أبراج جبالي، ولايف ستايل إستيتس.

## تاريخ المدينة
كانت الأرض التي تقع عليها مدينة تاتو في الأصل جزءًا من مزرعة قهوة سوكفيناف البلجيكية المعروفة سابقًا باسم تاتو إستيت قبل أن تستحوذ عليها شركة رينديفور في عام 2010. هذا هو الحال نفسه مع مساحات الأراضي في نورثلاندز سيتي وكاهاوا سوكاري أيضًا في رويرو والتي كانت مملوكة في الأصل لشركة سوكفيناف قبل بيعها لملاك جدد في حقبة ما بعد الاستعمار.

## موقعها
يمكن الوصول إلى مدينة تاتو عبر طريق ثيكا، وطريق نيروبي الشرقي الالتفافي، وطريق نيروبي الشمالي السريع، وطريق كاميتي. تقع على بُعد 30 دقيقة من منطقة الأعمال المركزية في نيروبي، و40 دقيقة من مطار جومو كينياتا الدولي، و10 دقائق من ملعب كاساراني الدولي، و5 دقائق من سجون كاميتي. كما تقع المدينة على مقربة من كلية تدريب موظفي السجون الكينية، ومستشفى جامعة كينياتا للتدريس والإحالة والبحث، وسجون كاميتي شديدة الحراسة. كما تلامس حدود مقاطعة نيروبي عند أقصى طرفها الجنوبي عند نهر كاميتي. تقع مدينة تاتو ضمن الجانب الأخضر نسبيًا من نيروبي، وهو جزء من نظام أبردير البيئي الأكبر. ثلاثون بالمائة من أراضيها مخصصة للمساحات الخضراء، من بينها حدائق طبيعية، ومسارات طبيعية، وغابات، ومزارع قهوة (للحفاظ على تراث المنطقة)، ومرافق عامة.
كان المشروع في خضم معركة قضائية طويلة بسبب حروب المساهمين في الفترة ما بين عامي 2013 و2018. كان الأمر يشكل جزءًا كبيرًا من الخطاب العام في البلاد، بل وجذب انتباه لجنة الأراضي في الجمعية الوطنية الكينية التي برأت بعد ذلك مدينة تاتو من أي مخالفات.